# Mars Orbiter Mission
La Mars Orbiter Mission, nota anche con la denominazione informale di Mangalyaan (sanscrito: मंगलयान, nave marziana), è stata la prima missione per l'esplorazione di Marte dell'Indian Space Research Organisation (ISRO). La missione è stata ideata per sviluppare le tecnologie necessarie per la progettazione, programmazione, gestione e controllo di una missione interplanetaria.
La Mars Orbiter Mission è stata lanciata il 5 novembre 2013, alle 09:08 UTC, dal Centro spaziale Satish Dhawa, a Sriharikota, nello Stato indiano dell'Andhra Pradesh, a bordo del vettore Polar Satellite Launch Vehicle (PSLV) C-25 ed è entrata in orbita attorno a Marte il 24 settembre 2014, completando con successo la lunga fase di trasferimento dalla Terra al pianeta rosso.
L'agenzia spaziale indiana è stata la quarta a raggiungere Marte, dopo la russa RKA, la statunitense NASA e l'europea ESA.
Nell'ottobre 2022 è stato comunicato che i contatti con la sonda sono stati persi nell'aprile 2022 a causa di un periodo di eclissi e che tutti i tentativi per riprendere le comunicazioni con la sonda erano falliti. A fronte di una missione prevista di 6-10 mesi l'operatività della sonda è durata oltre 7 anni.

## Obiettivi
Obiettivo principale della missione è porre in mostra le potenzialità dei sistemi di lancio indiani e le abilità nella costruzione e controllo di una sonda spaziale interplanetaria. Obiettivo secondario è lo studio del pianeta Marte - delle sue caratteristiche superficiali, morfologiche, mineralogiche ed atmosferiche - con strumenti di produzione indiana.

## Sviluppo
Il Governo indiano ha approvato il progetto il 3 agosto 2012, dopo che l'Indian Space Research Organisation (ISRO) aveva concluso una fase di studi preliminari costata 125 cr di rupie (pari a 19 milioni di dollari). Dei 73 milioni di dollari stanziati per la missione, la sonda è costata solo 25 milioni di dollari. Uno dei pregi del progetto di cui il Governo indiano si è detto soddisfatto è stata proprio la sua economicità, il costo totale di 73 milioni di dollari è anche il costo più basso in assoluto per una missione per Marte.
L'assemblaggio del vettore è iniziato il 5 agosto 2013. Gli strumenti scientifici sono stati integrati sulla sonda presso l'ISAC a Bangalore e la sonda, ormai ultimata, è stata spedita a Sriharikotta il 2 ottobre 2013. La sonda è stata sviluppata e completata in 15 mesi.
Direttore al lancio della missione è stato P. Kunhikrishnan. S. K. Shivkumar dell'ISAC è stato responsabile della fase di progettazione e sviluppo. Infine, Mylswamy Annadurai è il direttore del programma e S. Arunan il direttore del progetto.

## Caratteristiche tecniche
La sonda è simile a Chandrayaan-1 (il primo orbiter lunare di produzione indiana operativo dall'autunno del 2008 all'estate del 2009), con le opportune modifiche rese necessarie dalle specificità di una missione marziana.
Il corpo principale ha forma cubica, di 1,5 m circa di lato, ed è realizzato con pannelli a sandwich con pelle di alluminio e anima in plastica fibro-rinforzata, montati su un supporto cilindrico in composito. Le principali appendici sono rappresentate dall'antenna ad alto guadagno di 2,2 m di diametro e dal supporto dei tre pannelli fotovoltaici, ciascuno con dimensioni di 1,8 m × 1,4 m di lato, corrispondenti ad una superficie totale di 7,56 m², che dovrebbero generare una potenza di 840 W in orbita marziana. Il sistema di generazione della potenza è completato da un accumulatore agli ioni di litio con una capacità di 36 A⋅h. Pesava al lancio 1337 kg, dei quali 852 kg di propellente.
Il motore principale è un endoreattore a propellente liquido capace di generare una spinta di 440 N, utilizzato soprattutto per il trasferimento orbitale e l'inserimento in orbita marziana. Il combustibile è dimetilidrazina asimmetrica (UMDH), mentre l'ossidante è una miscela di ossidi di azoto (MON3: tetraossido di diazoto con monossido di azoto al 3%). Per il controllo d'assetto, la sonda è equipaggiata da otto razzi da 22 N di spinta, che utilizzano gli stessi propellenti del motore principale e da quattro ruote di reazione; l'assetto è rilevato attraverso un'unità di misura inerziale, sensori solari e stellari e gestito attraverso il processore MAR31750.
Oltre alla già citata antenna ad alto guadagno, operante nella banda S, la sonda è dotata di altre due antenne, una a basso ed una a medio guadagno. Il controllo termico è di tipo passivo.

## Strumentazione scientifica
La sonda è dotata di cinque strumenti scientifici, dal peso complessivo di 15 kg.
Per lo studio dell'atmosfera di Marte, la sonda è dotata del Lyman-Alpha Photometer (LAP) e del Methane Sensor For Mars (MSM). Il primo è un fotometro che misura l'abbondanza relativa del deuterio e dell'idrogeno registrando l'emissione nell'alta atmosfera della linea Lyman-α. La conoscenza di tale rapporto permetterebbe di stimare la quantità d'acqua persa nello spazio per effetto della fuga atmosferica. Il secondo, vorrebbe misurare la quantità di metano nell'atmosfera di Marte e, se presente, cercare di mapparne le fonti.
Misure in loco della composizione dell'esosfera marziana sarebbero condotte attraverso il Mars Exospheric Neutral Composition Analyzer (MENCA), un analizzatore di massa a quadrupolo. Infine, una fotocamera a colori (Mars Colour Camera, MCC) e uno spettrometro operante nell'infrarosso (Thermal Infrared Imaging Spectrometer, TIS) permetterebbero di mappare la superficie e determinarne la composizione e mineralogia.

## Panoramica di missione

Rappresentazione schematica della traiettoria percorsa dalla Mars Orbiter Mission.

### Lancio
La Mars Orbiter Mission è stata lanciata il 5 novembre 2013, alle 09:08 UTC, dal Centro spaziale Satish Dhawa, a Sriharikota, nello Stato indiano dell'Andhra Pradesh, a bordo del vettore Polar Satellite Launch Vehicle (PSLV) C-25. La traiettoria di lancio l'ha portata ad allontanarsi dalla costa orientale indiana in direzione delle isole Andamane. Il vettore ha posto la sonda in un'orbita geocentrica ellittica con il perigeo alla quota di 248,4 km, l'apogeo a 23 550 km ed inclinazione di 19,3°. Il dispiegamento dei pannelli solari e dell'antenna ad alto guadagno è avvenuto con successo.
La finestra di lancio, che aveva una durata di circa 20 giorni, si era aperta il 28 ottobre, data per la quale era inizialmente previsto il lancio. Questo tuttavia era stato posticipato al 5 novembre a causa del ritardo accumulato da un vascello navale, che avrebbe dovuto seguire la telemetria del vettore nel volo sull'Oceano Pacifico, nel raggiungere la propria posizione operativa al largo delle isole Figi, ostacolato dal maltempo.
Il lancio è stato tracciato utilizzando le stazioni di Sriharikota, Port Blair, Brunei and Biak (in Indonesia) dell'ISRO, i vascelli Nalanda e Yamuna della Shipping Corporation of India (SCI) al largo delle isole Figi e le stazioni del Deep Space Network della NASA (a Canberra, Madrid e Goldstone), durante il periodo di invisibilità dal territorio indiano. Quando l'apogeo supererà i 100 000 km, saranno utilizzate le antenne di 18 e 32 metri di diametro dell'Indian Deep Space Network.

### Manovre di innalzamento orbitale
Il lancio non ha posto la sonda su di un'orbita diretta verso Marte, perché il vettore PLSV scelto dall'ISRO è affidabile, ma dispone di una potenza inferiore rispetto a quella posseduta dai vettori utilizzati dalle altre agenzie spaziali per le missioni interplanetarie. Né il motore principale del Mars Orbiter Mission possiede la potenza necessaria per spostare la sonda sulla traiettoria di trasferimento in un'unica manovra. L'ISRO ha quindi adottato una procedura tipicamente seguita dai satelliti per raggiungere un'orbita geostazionaria, con progressive manovre per l'innalzamento dell'apogeo. In tal modo, la velocità al perigeo viene progressivamente incrementata per giungere all'ultima accensione, che pone la sonda su di un'orbita di fuga dal campo gravitazionale terrestre, con una richiesta in termini di potenza compatibile con quella che può essere fornita dal motore. In termini di delta-v, questa procedura o un inserimento con un'unica accensione sull'orbita di trasferimento sono pressoché equivalenti, quel che cambia è la durata delle operazioni, con la procedura eseguita dall'ISRO che ha richiesto 25 giorni per essere completata.
Le manovra per l'innalzamento dell'apogeo sono condotte al perigeo e conseguenza ne è che questo rimanga pressoché invariato. La prima è stata condotta il 6 novembre 2013 alle 19:47 UTC, quando il motore principale (che esercita una spinta di 440 N) è stato acceso per 416 secondi; di conseguenza, l'apogeo è stato aumentato a 28 825 km e il perigeo a 252 km. La seconda manovra è stata condotta il 7 novembre alle 20:48 UTC, con un'accensione dalla durata di 570,6 secondi; l'apogeo è stato portato a 40 186 km. La terza manovra è avvenuta l'8 novembre alle 20:40 UTC, l'accensione è durata 707 secondi e il nuovo apogeo è risultato essere di 71 636 km
La quarta manovra, iniziata alle 20:36 UTC del 10 novembre, ha impartito alla sonda solo un incremento di velocità di 35 m/s rispetto ai 135 m/s previsti, perché l'accensione del motore è stata interrotta prematuramente. Come conseguenza, l'apogeo che ne è risultato è stato di 78 276 km, invece dei previsti 100 000 km. Nel corso della manovra era previsto una verifica del funzionamento delle ridondanze introdotte nel sistema propulsivo; tuttavia, proprio questo test ha condotto all'interruzione del flusso di carburante e quindi allo spegnimento del motore. È stato quindi necessario riprogrammare la quinta accensione, condotta il 12 novembre, che ha portato l'apogeo a 118 642 km.
Infine, il 16 novembre è stata eseguita la sesta ed ultima manovra che ha innalzato l'apogeo a 192 874 km.

### Trasferimento orbitale
Il 30 novembre 2013 alle 19:19 UTC è iniziata la manovra, durata 23 minuti, che ha posto la sonda su di un'orbita di trasferimento verso Marte, che è avvenuto utilizzando un trasferimento alla Hohmann. Il trasferimento ha richiesto circa 300 giorni. Sebbene erano state previste quattro manovre di correzione orbitale, ne sono state eseguite solo tre.
La prima è avvenuta l'11 dicembre 2013, 01:00 UTC, e l'accensione del motore da 22 N di spinta è durata 40,5 secondi. La manovra prevista per l'aprile del 2014 non è stata eseguita perché la traiettoria percorsa dalla sonda era già sufficientemente vicina rispetto a quella nominale. La seconda manovra di correzione di rotta è avvenuta dunque l'11 giugno 2014, 11:00 UTC, ed è durata 16 secondi. Anche la terza manovra prevista per l'agosto del 2014 è stata posticipata perché non necessaria ed eseguita come test di accensione del motore il 22 settembre - due giorni prima della prevista manovra per l'inserimento in orbita attorno a Marte - ed è durata 3.9 secondi.
La sonda si è avvicinata a Marte seguendo una traiettoria iperbolica. La cattura è avvenuta in seguito all'accensione del motore principale, in quella che è indicata come Mars Orbit Insertion (MOI) manoeuvre (manovra di inserimento in orbita marziana). A questa manovra corrispondeva una delle principali criticità della missione, perché il propulsore, fino ad allora utilizzato solo su satelliti per telecomunicazioni posti in orbite geostazionare, avrebbe dovuto funzionare adeguatamente dopo quasi un anno di inattività.

### In orbita marziana
La manovra di inserimento in orbita marziana è stata eseguita con successo il 24 settembre 2014. L'accensione del propulsore è durata 24 minuti.
Da programma, la sonda è stata collocata su di un'orbita altamente eccentrica, dal periodo di 76,72 ore, con periapside a 365,3 km dalla superficie, apoapside a 80 000 km e inclinazione di 150°. Da questa, condurrà osservazioni scientifiche per una durata prevista di almeno 160 giorni. Era stata pianificata una durata della missione di 6-10 mesi, tuttavia la sonda ha continuato a inviare dati fino all'aprile 2022, per oltre 7 anni.